# Anbāq-e Javād
Anbāq-e Javād (persiska: انباق جواد, انباق پائین) är en ort i Iran.   Den ligger i provinsen Östazarbaijan, i den nordvästra delen av landet, 500 km nordväst om huvudstaden Teheran. Anbāq-e Javād ligger 1 424 meter över havet och antalet invånare är 107.
Terrängen runt Anbāq-e Javād är huvudsakligen kuperad, men den allra närmaste omgivningen är platt. Terrängen runt Anbāq-e Javād sluttar söderut.Runt Anbāq-e Javād är det ganska glesbefolkat, med 42 invånare per kvadratkilometer. Närmaste större samhälle är Ahar, 16,9 km väster om Anbāq-e Javād. Trakten runt Anbāq-e Javād består i huvudsak av gräsmarker.